# 静岡県立藤枝西高等学校
静岡県立藤枝西高等学校（しずおかけんりつ ふじえだにしこうとうがっこう）は、静岡県藤枝市城南二丁目にある県立高等学校。

## 概要
1918年に組合立志太実科高等女学校として開校し、以来女子校だったが校舎の移転と共に男女共学となった。普通科設置。
なお、2000年の校地移転により、校名に反して藤枝東高等学校よりも東側に位置することとなった。

## 沿革
- 1918年 - 組合立志太実科高等女学校として開校。
- 1919年 - 志太郡立志太高等女学校に改称、同年静岡県志太高等女学校に改称。
- 1921年 - 校歌制定。
- 1922年 - 静岡県立藤枝高等女学校に改称。
- 1933年 - 校章制定。
- 1948年 - 静岡県立藤枝高等学校に改称。
- 1949年 - 静岡県立志太高等学校と統合し、静岡県立藤枝高等学校に改称。旧藤枝高等学校の校舎は、西教場として使われる。
- 1952年 - 静岡県立藤枝高等学校の東西教場が分離独立し、西教場は静岡県立藤枝西高等学校（女子校）となる（東教場は現在の静岡県立藤枝東高等学校）。
- 2000年 - 現在地に校舎が完成し移転、男女共学となる。新校歌制定。

## 部活動
女子サッカー部は1999年と2001年に全日本高校女子サッカー選手権大会で3位になっている。

## 高校関係者一覧

### 学校長・教職員
- 鈴木明徴 - 校長

### 著名な出身者
- 八並映子（女優）
- 今村恵子（女優）
- 柴田竜史（競輪選手）
- 南かなこ（演歌歌手）
- 松野彩瑛子（アナウンサー）
- 望月桜（漫画家）
- 佐藤シェンネン（サッカー選手）